# 아이오딘

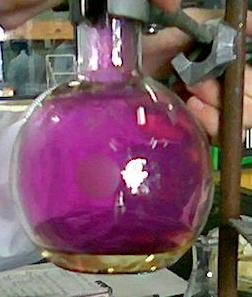
보라색 아이오딘 증기

아이오딘(←영어: iodine 아이어다인/아이어딘[*])은 원소 기호 I, 원자 번호 53인 화학 원소이다. 요오드(←독일어: Iod 이오트[*]) 또는 옥도(沃度←일본어: 沃度 요도[*]), 옥소(沃素←일본어: 沃素 요소[*])라고도 한다. 안정 할로젠 중 가장 무거운 원소로, 표준 온도 압력에서 금속 광택이 있는 검보라색 고체이며, 승화하면서 보라색 기체가 나온다. 1811년 프랑스의 화학자 베르나르 쿠르투아가 처음 발견했다. 2년 후에 조제프 루이 게이뤼삭이 보라색을 뜻하는 그리스어 ἰωδης를 따라 명명하였다.
아이오딘은 아이오딘화물(I−)이나 아이오딘산염(IO−
3), 과아이오딘산염 등 다양한 산화 상태로 존재한다. 안정 할로젠 원소 중 제일 덜 풍부한 원소로, 여러 화학 원소 중 61번째로 흔하다. 희토류 원소보다도 덜 풍부하다.
필수 무기질 중 가장 무거운 원소로, 갑상샘호르몬에서 발견된다. 아이오딘 결핍증은 약 20억 명에게 영향을 끼치며, 지적 장애의 초래를 선두적으로 예방할 수 있다.
아이오딘의 주요 생산지는 현재 칠레와 일본이다. 아이오딘과 그 화합물은 영양소로 주로 사용된다. 또한 원자 번호가 크고 유기 화합물과 쉽게 결합하는 특징이 있어 비독성 조영제로 선호된다. 인체에 대한 섭취 특이성 때문에 아이오딘의 방사성 동위 원소는 갑상선암 치료에도 사용된다. 또한 아세트산이나 고분자 중합체를 생산하는데 촉매로 쓰이기도 한다.

## 역사
황산과 해초를 우려낸 재에 황산을 부었더니 연기가 나와 연기가 멈출 때까지 기다렸더니 검은 결정이 나와 이것에 아이오딘(그리스어로 "보랏빛 같다"라는 뜻에서 유래)이라는 이름을 붙였다.
나폴레옹 전쟁 당시, 초석은 프랑스에서 큰 수요가 있었다. 프랑스 아질층에서 생산된 초석은 노르망디와 브르타뉴 해안에서 채취한 해초에서 분리할 수 있는 탄산나트륨이 필요했다. 탄산나트륨을 분리하기 위해 해초를 태우고 재를 물로 씻었다. 남은 폐기물은 황산을 첨가하여 파괴하였다.

## 성질
아이오딘은 보라색 고체로 휘발성이 강해 가열하거나 가만히 놔두면 보라색 증기로 쉽게 승화해 버린다. 다만 쉽게 승화한다는 말이 액체 상태로 존재하지 않는다는 말은 아니다. 아이오딘도 온도를 잘 조절하면 액체 상태로 존재할 수 있는데, 섭씨 114도에 녹아서 액체가 된다.  아이오딘 역시 여느 할로겐처럼 독성이 있다. 다만 다른 할로겐보다는 독성이 낮은 편이다. 또한 할로겐 원소라서 알칼리 금속과 1:1화합물을 만든다.

## 화학 및 화합물
아이오딘의 반응성은 높은 편이지만, 다른 할로젠족 원소에 비하면 낮은 편이다. 일례로 기체 염소는 일산화탄소, 일산화질소, 이산화황과 할로젠화 반응을 통해 각각 포스젠, 염화 니트로실, 염화 설퍼릴을 생성하나, 아이오딘은 이런 반응을 자발적으로 하지는 않는다. 더 나아가서, 금속은 아이오딘과 결합할 경우 염소나 브로민과 결합할 때와 비해 더 적은 산화수를 갖게 된다. 일례로 레늄은 6개의 염소 원자와 결합하거나 5개의 브로민 원자와 결합하는 반면, 아이오딘 원자는 한번에 4개까지만 결합한다.
아이오딘은 여타 할로겐 원소처럼 1가 음이온이 되지만, 전기음성도가 낮아(2.66으로 플루오린의 3.98, 염소의 3.16보다 낮다.) 플루오린, 염소 등에게 전자를 많이 빼앗겨 1~7가 양이온을 만들 수 있다. 아이오딘은 이런 성질때문에 종종 칠플루오린화 아이오딘(IF7)처럼 염소나 브로민보다 더 높은 산화수에서도 안정적인 모습을 보여주기도 한다.

## 용도
아이오딘은 많은 산업적 용도가 있다. 할로젠 전구, 편광판, 소독약(포비돈 요오드), 조영제, 촉매 등으로 사용되며, 인공구름 형성(아이오딘화 은)에도 사용된다.

## 생물학적 역할
아이오딘은 필수 미량 영양소 중 하나로, 인간을 비롯한 고등 동물의 갑상선 호르몬인 티록신(thyroxine, T4)과 트리아이오도티로닌(triiodothyronine, T3)을 구성하는 원소이다. 여기서 T4와 T3는 각각 이름 뒤에 아이오딘 원자의 수를 나타낸 것이다. T4는 주로 T3의 전구 물질로 작용하며, T3는 생체 내 기초 대사율을 조절하고 단백질 합성을 촉진하며 중추신경계 발달에 관여한다. 인체 내 아이오딘의 약 70% 이상이 갑상선과 갑상선 호르몬에 존재하며, 갑상선은 혈액 내 아이오딘을 흡수하여 축적하고, 갑상선 호르몬을 합성하여 혈액으로 방출한다. 생체 내 아이오딘이 결핍되면 티록신 생성이 어려워져 갑상선이 부어 오르는 갑상선종(goiter)이 발생한다. 임산부에게 아이오딘이 결핍되면 유산이나 기형아 출산 비율이 높아지며, 태아는 출생 이후에도 지적 장애, 실명, 언어 장애 등의 증상이 나타나는 크레틴병(cretinism)을 일으킬 수 있다. 아이오딘 결핍증은 아이오딘화 포타슘을 섭취하면 간단히 치유될 수 있다. 반면 아이오딘을 과잉 섭취하는 경우에는 갑상선종과 갑상선기능저하증(hypothyroidism)이 나타난다.

## 참고 문헌
[네이버 지식백과] 아이오딘 [iodine] (화학백과)